# Martha Gultom
Martha Gultom (ur. w 1939)– indonezyjska pływaczka.
Brała udział w igrzyskach olimpijskich w 1956 (Melbourne), na których startowała w jednej konkurencji. Wystąpiła 3 grudnia w eliminacjach wyścigu na 100 metrów stylem grzbietowym. W swoim wyścigu eliminacyjnym, zajęła ostatnie, ósme miejsce z czasem 1:21,7 (odpadła w tychże). Spośród 23 zawodniczek, które startowały w eliminacjach, Gultom uzyskała najgorszy czas.